# Campionato italiano di calcio da tavolo 1984
Il decimo campionato italiano di Subbuteo agonistico (calcio da tavolo) venne organizzano dalla F.I.C.M.S. a Roma nel 1984. La gara fu suddivisa nella categoria "Seniores" e nella categoria "Juniores". Quest'ultima riservata ad i giocatori "Under16".

## Medagliere
| Pos. | Regione  |   |   |   | Totale |
| ---- | -------- | - | - | - | ------ |
| 1    | Liguria  | 1 | 1 | 0 | 2      |
| 2    | Abruzzo  | 1 | 0 | 0 | 1      |
| 3    | Piemonte | 0 | 1 | 0 | 1      |
| 4    | Toscana  | 0 | 0 | 1 | 1      |
| 5    | Puglia   | 0 | 0 | 1 | 1      |

## Risultati

### Categoria Seniores

#### Girone A
- Giuseppe Ogno - Salvatore Intravaia 1-0
- Virgilio Golini - Riccardo Marone 3-3
- Giuseppe Ogno - Virgilio Golini 2-0
- Riccardo Marone - Salvatore Intravaia 2-0
- Giuseppe Ogno - Riccardo Marone 1-1
- Salvatore Intravaia - Virgilio Golini 2-5

#### Girone B
- Davide Massino - Alessandro Rossi  3-0
- Edoardo Bellotto - Michele Motola 2-1
- Davide Massino - Edoardo Bellotto 3-0
- Alessandro Rossi - Michele Motola 1-0
- Davide Massino - Michele Motola 2-0
- Alessandro Rossi - Edoardo Bellotto 0-1

#### Girone C
- Marco Baj - Guido Corso 4-1
- Francesco Quattrini - Andrea Piccaluga 1-1
- Marco Baj - Francesco Quattrini 4-1
- Guido Corso - Aldo Boschetti 5-0
- Marco Baj - Andrea Piccaluga 2-1
- Francesco Quattrini - Aldo Boschetti 3-0
- Marco Baj - Aldo Boschetti 10-1
- Guido Corso - Andrea Piccaluga 0-3
- Guido Corso - Francesco Quattrini 2-0
- Andrea Piccaluga - Aldo Boschetti 1-0

#### Girone D
- Renzo Frignani - Pino Aldorisio 12-0
- Filippo Agnello - Patrizio Franchini 0-0
- Renzo Frignani - Filippo Agnello 3-1
- Pino Aldorisio - Stefano De Francesco 0-4
- Renzo Frignani - Patrizio Franchini 5-0
- Filippo Agnello - Stefano De Francesco 0-4
- Renzo Frignani - Stefano De Francesco 2-1
- Pino Aldorisio - Patrizio Franchini 0-3
- Pino Aldorisio - Filippo Agnello 0-3
- Patrizio Franchini - Stefano De Francesco 1-5

#### Quarti di finale
- Giuseppe Ogno - Andrea Piccaluga 1-1* d.c.p.
- Davide Massino - Stefano De Francesco 2-1
- Marco Baj - Riccardo Marone 3-0
- Edoardo Bellotto - Renzo Frignani 2-0

#### Semifinali
- Andrea Piccaluga - Davide Massino  2-2* d.c.p.
- Marco Baj - Edoardo Bellotto 3-1

#### Finali
Finale 7º/8º posto
Giuseppe Ogno - Renzo Frignani 2-4
Finale 5º/6º posto
Stefano De Francesco - Riccardo Marone 1-1* d.c.p.
Finale 3º/4º posto
Andrea Piccaluga - Edoardo Bellotto 0-1
Finale 1º/2º posto
Marco Baj - Davide Massino 1-1* d.c.p.

### Categoria Juniores

#### Girone A
- Benedetto Vulpitta - Mariano Angelino 2-2
- Federico Mattiangeli - Gianluca Presutti 0-1
- Benedetto Vulpitta - Federico Mattiangeli 1-1
- Mariano Angelino - Gianluca Presutti 2-3
- Benedetto Vulpitta - Gianluca Presutti 0-1
- Mariano Angelino - Federico Mattiangeli 1-3

#### Girone B
- Mauro Corradini - Andrea Di Vincenzo 0-4
- Marco Visentini - Andrea Sanavio 0-3
- Mauro Corradini - Marco Visentini 2-5
- Andrea Di Vincenzo - Andrea Sanavio 0-1
- Mauro Corradini - Andrea Sanavio 0-6
- Andrea Di Vincenzo - Marco Visentini 5-1

#### Girone C
- Mario Baglietto - Marco Santachiara 2-1
- Vincenzo Tartaglia - Massimiliano Ghielmetti 2-1
- Mario Baglietto - Vincenzo Tartaglia 6-0
- Mario Baglietto - Massimiliano Ghielmetti 7-1
- Marco Santachiara - Massimiliano Ghielmetti 2-0
- Marco Santachiara - Vincenzo Tartaglia 7-0

#### Girone D
- Massimo Vascotto - Giovanni Tagliagambe 1-1
- Alessandro Quattrini - Antonello Damarco 0-3
- Massimo Vascotto - Alessandro Quattrini 1-1
- Giovanni Tagliagambe - Simone Motola 1-2
- Massimo Vascotto - Antonello Damarco 0-1
- Alessandro Quattrini - Simone Motola 2-3
- Massimo Vascotto - Simone Motola 2-5
- Giovanni Tagliagambe - Antonello Damarco 2-4
- Giovanni Tagliagambe - Alessandro Quattrini 3-6
- Antonello Damarco - Simone Motola 3-1

#### Quarti di finale
- Gianluca Presutti - Andrea Di Vincenzo 0-3
- Mario Baglietto - Simone Motola 1-0
- Federico Mattiangeli - Andrea Sanavio 3-2
- Marco Santachiara - Antonello Damarco 6-0

#### Semifinali
- Andrea Di Vincenzo - Mario Baglietto 1-0
- Federico Mattiangeli - Marco Santachiara 0-1

#### Finali
Finale 7º/8º posto
Gianluca Presutti - Antonello Damarco 1-2
Finale 5º/6º posto
Andrea Sanavio - Simone Motola 0-0* d.c.p.
Finale 3º/4º posto
Federico Mattiangeli - Mario Baglietto 3-3* d.c.p.
Finale 1º/2º posto
Marco Santachiara - Andrea Di Vincenzo 2-2* d.c.p.